# ایلیسینا
ایلیسینا (به پرتغالی: Ilicínea) یک منطقهٔ مسکونی در برزیل است که در میناز ژرایس واقع شده‌است. ایلیسینا ۱۲٬۴۴۴ نفر جمعیت دارد.